# 28555 Jenniferchan
28555 Jenniferchan este un asteroid din centura principală de asteroizi.

## Descriere
28555 Jenniferchan este un asteroid din centura principală de asteroizi. A fost descoperit pe 8 martie 2000 la Socorro, New Mexico, în cadrul proiectului LINEAR. Asteroidul prezintă o orbită caracterizată de o semiaxă mare de 2,37 ua, o excentricitate de 0,03 și o înclinație de 1,9° în raport cu ecliptica.